# Santillana (fotbalista)
Carlos Alonso González (* 23. srpna 1952 Santillana del Mar) je bývalý španělský fotbalový útočník, známý pod pseudonymem Santillana, který si dal podle svého rodného města.
Začínal v klubu Racing de Santander, kde se stal nejlepším střelcem Segunda División v sezóně 1970/71. Poté přestoupil do Realu Madrid; za „bílý balet“ odehrál 17 ligových ročníků a nastřílel 186 branek (čtvrtý nejlepší střelec v historii klubu), v letech 1986 až 1988 byl kapitánem týmu. Devětkrát se stal mistrem Španělska (1972, 1975, 1976, 1978, 1979, 1980, 1986, 1987, 1988), čtyřikrát vyhrál Copa del Rey (1974, 1975, 1980, 1982) a dvakrát Pohár UEFA (1985 a 1986). Byl nejlepším střelcem PVP 1982/83, kde jeho tým obsadil druhé místo za skotským Aberdeen FC.
Za španělskou fotbalovou reprezentaci odehrál 56 zápasů a vstřelil v nich patnáct branek. Startoval na mistrovství světa ve fotbale 1978, mistrovství Evropy ve fotbale 1980, mistrovství světa ve fotbale 1982 a mistrovství Evropy ve fotbale 1984, kde získal se španělským týmem stříbrnou medaili. Zaznamenal čtyři branky v kontroverzním utkání kvalifikace ME 1984 proti Maltě, které Španělé vyhráli 12:1, díky lepšímu skóre tak v tabulce přeskočili Holanďany a postoupili na Euro.